# Wanted (manga)
Wanted là một shōjo manga Nhật Bản chỉ một tập được viết và minh họa bởi Hino Matsuri tác giả Vampire Knight.Ba chương truyện được Hakusensha xuất bản vào ngày 5 tháng 1 năm 2005. Viz Media đã phát hành phiên bản tiếng Anh truyện ở Bắc Mỹ vào ngày 2 tháng 9 năm 2008. Truyện cũng được cấp phép tiếng quốc gia ở Italy bởi J POP, Ở Đức bởi Carlsen Verlag và ở Singapore bởi Chuang Yi.